# Hiszpania na Zimowych Igrzyskach Olimpijskich 1994
Hiszpanię na Zimowych Igrzyskach Olimpijskich 1994 reprezentowało 13 zawodników: ośmiu mężczyzn i pięć kobiet. Był to czternasty start reprezentacji Hiszpanii na zimowych igrzyskach olimpijskich.

## Skład reprezentacji

### Narciarstwo alpejskie
Mężczyźni
| Zawodnik       | Konkurencja   | Wyścig 1     | Wyścig 2     | Suma         | Suma    |
| Zawodnik       | Konkurencja   | Czas         | Czas         | Czas         | Miejsce |
| -------------- | ------------- | ------------ | ------------ | ------------ | ------- |
| Vicente Tomas  | Supergigant   |              |              | 1:38.02      | 39      |
| Xavier Ubeira  | Supergigant   |              |              | 1:37.60      | 38      |
| Luis Cristobal | Supergigant   |              |              | 1:37.31      | 36      |
| Luis Cristobal | Slalom gigant | 1:33.34      | Nie ukończył | Nie ukończył | –       |
| Xavier Ubeira  | Slalom gigant | 1:32.07      | 1:27.28      | 2:59.35      | 28      |
| Xavier Ubeira  | Slalom        | Nie ukończył | –            | Nie ukończył | –       |
| Ovidio García  | Slalom        | Nie ukończył | –            | Nie ukończył | –       |
| Vicente Tomas  | Slalom        | 1:06.71      | 1:06.73      | 2:13.44      | 20      |

Kombinacja mężczyzn
| Zawodnik      | Zjazd   | Slalom            | Slalom | Suma              | Suma    |
| Zawodnik      | Czas    | Czas 1            | Czas 2 | Łączny czas       | Miejsce |
| ------------- | ------- | ----------------- | ------ | ----------------- | ------- |
| Ovidio García | 1:46.48 | Zdyskwalifikowany | –      | Zdyskwalifikowany | –       |
| Vicente Tomas | 1:44.32 | 55.68             | 51.61  | 3:31.61           | 28      |
| Xavier Ubeira | 1:42.78 | 53.17             | 50.97  | 3:26.92           | 25      |

Kobiety
| Zawodniczka       | Konkurencja   | Wyścig 1      | Wyścig 2 | Suma          | Suma    |
| Zawodniczka       | Konkurencja   | Czas          | Czas     | Czas          | Miejsce |
| ----------------- | ------------- | ------------- | -------- | ------------- | ------- |
| María José Rienda | Supergigant   |               |          | 1:24.65       | 29      |
| Ainhoa Ibarra     | Supergigant   |               |          | 1:24.50       | 27      |
| Mónica Bosch      | Slalom gigant | 1:25.62       | 1:15.61  | 2:41.23       | 22      |
| María José Rienda | Slalom gigant | 1:24.62       | 1:14.83  | 2:39.45       | 21      |
| Ainhoa Ibarra     | Slalom gigant | 1:23.36       | 1:13.31  | 2:36.67       | 17      |
| María José Rienda | Slalom        | Nie ukończyła | –        | Nie ukończyła | –       |
| Ainhoa Ibarra     | Slalom        | Nie ukończyła | –        | Nie ukończyła | –       |
| Mónica Bosch      | Slalom        | 1:03.79       | 1:02.32  | 2:06.11       | 23      |

### Biegi narciarskie
Mężczyźni
| Konkurencja                           | Zawodnik             | Wyścig    | Wyścig  |
| Konkurencja                           | Zawodnik             | Czas      | Miejsce |
| ------------------------------------- | -------------------- | --------- | ------- |
| Bieg na 10 km stylem klasycznym       | Jordi Ribó           | 27:21.2   | 57      |
| Bieg na 10 km stylem klasycznym       | Juan Jesús Gutiérrez | 27:06.0   | 47      |
| Bieg na 10 km stylem klasycznym       | Carlos Vicente       | 27:01.4   | 44      |
| Bieg łączony na 15 km stylem dowolnym | Jordi Ribó           | 42:47.6   | 47      |
| Bieg łączony na 15 km stylem dowolnym | Carlos Vicente       | 41:13.3   | 32      |
| Bieg łączony na 15 km stylem dowolnym | Juan Jesús Gutiérrez | 41:00.0   | 28      |
| Bieg na 30 km stylem dowolnym         | Juan Jesús Gutiérrez | 1'19:47.3 | 30      |
| Bieg na 30 km stylem dowolnym         | Jordi Ribó           | 1'19:33.8 | 29      |
| Bieg na 50 km stylem klasycznym       | Carlos Vicente       | 2'21:03.5 | 42      |
| Bieg na 50 km stylem klasycznym       | Jordi Ribó           | 2'19:21.9 | 34      |
| Bieg na 50 km stylem klasycznym       | Juan Jesús Gutiérrez | 2'14:22.5 | 19      |

### Łyżwiarstwo figurowe
Kobiety
| Zawodniczka   | Konkurencja | SP | FS | TFP  | Miejsce |
| ------------- | ----------- | -- | -- | ---- | ------- |
| Marta Andrade | Solistki    | 21 | 21 | 31.5 | 20      |

### Narciarstwo dowolne
Mężczyźni
| Zawodnik   | Konkurencja | Kwalifikacje | Kwalifikacje | Kwalifikacje | Finał                  | Finał                  | Finał                  |
| Zawodnik   | Konkurencja | Czas         | Punkty       | Miejsce      | Czas                   | Punkty                 | Miejsce                |
| ---------- | ----------- | ------------ | ------------ | ------------ | ---------------------- | ---------------------- | ---------------------- |
| José Rojas | Muldy       | 26.36        | 22.49        | 24           | Nie zakwalifikował się | Nie zakwalifikował się | Nie zakwalifikował się |

Kobiety
| Zawodniczka       | Konkurencja | Kwalifikacje | Kwalifikacje | Kwalifikacje | Finał                   | Finał                   | Finał                   |
| Zawodniczka       | Konkurencja | Czas         | Punkty       | Miejsce      | Cza                     | Punkty                  | Miejsce                 |
| ----------------- | ----------- | ------------ | ------------ | ------------ | ----------------------- | ----------------------- | ----------------------- |
| Patricia Portillo | Muldy       | 53.58        | 9.15         | 24           | Nie zakwalifikowała się | Nie zakwalifikowała się | Nie zakwalifikowała się |